# ジョー・トーマス (アメリカンフットボール)
ジョー・トーマス (Joseph Thomas,1984年12月4日- ) は、アメリカ合衆国ウィスコンシン州ブルックフィールド出身の元アメリカンフットボール選手。NFLのクリーブランド・ブラウンズに所属していた。現役時代のポジションはオフェンスタックル。
デビューの2007年から9年連続でプロボウルに出場し、6度オールプロ1stチームに選出されているリーグ屈指のレフトタックルである。2018年3月、引退を表明した。

## キャリア
2003年に地元ウィスコンシン大学に入学。3年生のときから頭角を現し、4年生の時には大学屈指のオフェンスタックルとして注目を浴びる。その年の最優秀オフェンスラインに与えられるアウトランド賞、そしてジム・パーカー賞を受賞した。
2007年のNFLドラフトで、クリーブランド・ブラウンズに1巡目全体3位で指名される。デビュー年から2015年現在まで、すべての試合に出場しており、安定したプレイでチームの柱として活躍している。
2011年に7年8400万ドル、4000万ドル保障のオフェンスラインの契約としては史上最高額の大型契約に合意した。

## 人物
フィジカルで相手を圧倒するパワーはないが、正確なポジショニングと長い腕を巧みに使ったプレーで活躍している。